# Ґронди (Серадзький повіт)
Ґронди (пол. Grądy) — село в Польщі, у гміні Серадз Серадзького повіту Лодзинського воєводства.
Населення — 108 осіб (2011).
У 1975-1998 роках село належало до Серадзького воєводства.

## Демографія
Демографічна структура станом на 31 березня 2011 року:
|          | Загалом | Допрацездатний вік | Працездатний вік | Постпрацездатний вік |
| -------- | ------- | ------------------ | ---------------- | -------------------- |
| Чоловіки | 54      | 16                 | 29               | 9                    |
| Жінки    | 54      | 11                 | 25               | 18                   |
| Разом    | 108     | 27                 | 54               | 27                   |